# Ogrodniki (Nowy Dwór)
Ogrodniki – dawna wieś, obecnie na terenie wsi Nowy Dwór w Polsce, położona w województwie podlaskim, w powiecie sokólskim, w gminie Nowy Dwór.
Leży na południe od centrum Nowego Dworu, wzdłuż ulicy Ogrodowej. Nadal zachował się jej przestrzennie odizolowany względem Nowego Dworu układ osadniczy.

## Historia
Ogrodniki do 1919 r. to wieś należąca do gminy Nowy Dwór w powiecie sokólskim, od 1918 w województwie białostockim. 13 października 1919 wyłączono ją z gminy Nowy Dwór i włączono do odzyskującego prawa miejskie Nowego Dworu.